# 반쿠
반쿠(아칸어: banku)는 발효한 옥수수와 카사바로 만든 스왈로이다. 가나와 토고 등지에서 주식으로 먹는다.

## 만들기
말린 옥수수알을 사나흘 물에 담가 불리며 발효시킨 다음, 갈아서 며칠 간 상온에서 추가적으로 발효시킨다. 또는 고운 옥수수가루에 물을 약간 타서 단단한 반죽 질감으로 만든 다음 발효시킬 수 있다. 카사바는 껍질을 벗기고 따로 물에 담가 발효시킨 다음에 곱게 갈아서 옥수수 반죽과 섞거나, 처음부터 옥수수 반죽과 섞어 함께 발효시킬 수 있다. 만들어진 반쿠 반죽은 소분해서 냉동실에 보관하거나, 말려서 가루로 만든 다음 실온에 보관한다. 조리할 때는 반쿠 반죽을 물에 타서, 냄비에서 저으며 익힌다.

## 비슷한 음식
반쿠와 비슷한 여러 가지 스왈로가 가나에서 "반쿠"라는 이름으로 불린다. 가나 남부의 판테족 사람들은 카사바를 넣지 않고 발효한 옥수수 반죽으로 만든 에체우(ɛtsew)를 먹으며, 가나 북부의 다곰바족·하우사족 사람들은 발효되지 않은 옥수수와 카사바 반죽으로 만든 투오 자피(tuo zaafi)를 먹는다. 에웨족 사람들은 여러 가지 악플레(akple)를 먹는데, 악플레의 일종인 아목플레(에웨어: amɔkple)는 아칸족의 반쿠와 거의 같은 음식이다. 마찬가지로 토고에서는 여러 가지 아쿠메(akume)를 먹으며, 아쿠메의 일종인 마쿠메(언어 오류(gej): makume)가 반쿠와 거의 같은 음식이다. 베냉의 폰족 사람들은 발효하지 않은 옥수수가루로 만든 워(wɔ̌)를 먹는다. 토고, 베냉, 코트디부아르 등지의 반쿠와 비슷한 스왈로들은 "옥수수 페이스트"라는 뜻의 프랑스어 파트 드 마이스(pâte de maïs)로도 불린다.

## 같이 보기
- 아말라
- 에바
- 켄키
- 투오 자피
- 푸푸
- 코콘테
- 플라칼리